# Vitreolina philippi
Vitreolina philippi é uma espécie de molusco pertencente à família Eulimidae.
A autoridade científica da espécie é de Rayneval & Ponzi, tendo sido descrita no ano de 1854.
Trata-se de uma espécie presente no território português, incluindo a zona económica exclusiva.